# Гробети, Анн-Лиз
Анн-Лиз Гробети (фр. Anne-Lise Grobéty, 29 декабря 1949, Ла-Шо-де-Фон – 5 октября 2010, Невшатель) – швейцарская писательница, писала на французском языке.

## Биография
Из рабочей семьи. Училась на филологическом факультете  Невшательского университета. С 1969 занималась журналистикой. Как писательница дебютировала в 1970 романом Умереть в феврале, который имел успех и был несколько раз переиздан. Помимо романов и новелл, автор нескольких стихотворных сборников и книг для юношества.
Также занималась политикой. С 1973 в течение 9 лет была депутатом от социалистов  в парламенте кантона Невшатель.

## Произведения
- Умереть в феврале/ Pour mourir en février, roman, Cahiers de la Renaissance vaudoise, 1970 (многократно переиздан; нем. пер. 1971, итал. пер. 1997)
- Zéro positif, roman, Vevey, Bertil Galland, 1975 (нем. пер. 1977)
- Maternances, стихотворения, Neuchâtel, Éditions Galerie Ditesheim, 1979
- Les Ramoneurs, стихотворения, Lausanne, Payot, 1980
- Contes-Gouttes, La Tour-de-Peilz, Bernard Campiche, 1986 (переизд. 1994)
- Бесконечно больше/ Infiniment plus, roman, Yvonand, Bernard Campiche, 1989 (нем. пер. 1991)
- Fiancée d'hiver, nouvelles, Yvonand, Bernard Campiche, 1989 (премия Рамбера[фр.]; нем. пер. 1992)
- Jours et contre-jours, Lausanne, Editions des Terreaux, 1990
- Une bouffée de bonheur! Zurich: Oeuvre suisse des lectures pour la jeunesse, 1992
- Belle dame qui mord, récits, Yvonand, Bernard Campiche, 1992
- Non non ma fille: nouvelle, Yvonand, B. Campiche, 1994
- Вход запрещен и другие рассказы/ Défense d'entrer et autres nouvelles, Genève, Éditions Zoé, 1996
- Compost blues, Association suisse des libraires de langue française, 2000
- Le Temps des Mots à Voix basse, roman pour la jeunesse, Genève, La Joie de lire, 2001 (премия Сент-Экзюпери; итал. пер. 2002, нем. пер. 2004, каталан. пер. 2005)
- Amour mode majeur, Orbe, Campiche, 2003
- Du mal à une mouche, Genève, La Joie de lire, 2004
- La corde de mi, roman, Bernard Campiche, 2006 (премия Bibliomedia Suisse)
- Jusqu'à pareil éclat, Bernard Campiche, 2007
- L'abat-jour, récit, Editions d'Autre part, 2008
- Des nouvelles de la mort et de ses petits,  roman, Orbe, Campiche, 2011

## Признание
Большая премия Ш. Ф. Рамю за совокупность созданного (2000). Книги писательницы переведены на немецкий, итальянский и др. языки.